# گوئیدو کاپرینو
گوئیدو کاپرینو (ایتالیایی: Guido Caprino؛ زادهٔ ۳ ژانویه ۱۹۷۴) بازیگر اهل ایتالیا است.
از فیلم‌ها یا مجموعه تلویزیونی که وی در آن نقش داشته‌است، می‌توان به دوستان من، رویاهای شیرین، موحش، تحت درمان و مدیچی اشاره کرد.